# فهرست قسمت‌های بازی تاج‌وتخت

نام مجموعه تلویزیونی بازی تاج‌وتخت به زبان اصلی.

بازی تاج‌وتخت یک مجموعه تلویزیونی آمریکایی فانتزی قرون وسطایی ساخته دیوید بنیاف و دی. بی. وایس است که پخش آن از تاریخ ۱۷ آوریل ۲۰۱۱ در شبکه اچ‌بی‌او آغاز شده‌است. این مجموعه بر اساس رمان‌های سری ترانه یخ و آتش به نویسندگی جرج آر. آر. مارتین ساخته شده‌است. داستان مجموعه در قاره‌هایی خیالی با نام وستروس و اسوس، جایی که نبردی تاریخی برای کسب قدرت و رسیدن به تخت آهنینِ پادشاهی هفت اقلیم بین خاندان‌های اصیل و قدرتمند در حال انجام است، اتفاق می‌افتد.
این مجموعه حاوی ۷۳ قسمت است.

## خلاصه فصل
| فصل | قسمت‌ها | قسمت‌ها | تاریخ اصلی روی آنتن رفتن | تاریخ اصلی روی آنتن رفتن |
| فصل | قسمت‌ها | قسمت‌ها | اولین بار                | آخرین بار                |
| --- | ------ | ------ | ------------------------ | ------------------------ |
| ۱   | ۱۰     | ۱۰     | ۱۷ آوریل ۲۰۱۱            | ۱۹ ژوئن ۲۰۱۱             |
| ۲   | ۱۰     | ۱۰     | ۱ آوریل ۲۰۱۲             | ۳ ژوئن ۲۰۱۲              |
| ۳   | ۱۰     | ۱۰     | ۳۱ مارس ۲۰۱۳             | ۹ ژوئن ۲۰۱۳              |
| ۴   | ۱۰     | ۱۰     | ۶ آوریل ۲۰۱۴             | ۱۵ ژوئن ۲۰۱۴             |
| ۵   | ۱۰     | ۱۰     | ۱۲ آوریل ۲۰۱۵            | ۱۴ ژوئن ۲۰۱۵             |
| ۶   | ۱۰     | ۱۰     | ۲۴ آوریل ۲۰۱۶            | ۲۶ ژوئن ۲۰۱۶             |
| ۷   | ۷      | ۷      | ۱۶ ژوئیه ۲۰۱۷            | ۲۷ اوت ۲۰۱۷              |
| ۸   | ۶      | ۶      | ۱۴ آوریل ۲۰۱۹            | ۱۹ مه ۲۰۱۹               |

## نمایهٔ قسمت‌ها

### فصل ۱ (۲۰۱۱)
بازی تاج‌وتخت (فصل 5)

### فصل ۲ (۲۰۱۲)
بعد از کسب سه پیروزی، راب استارک به لنیسترها در ازای اعلام استقلال شمال، پیشنهاد صلح می‌دهد و تئون گریجوی را برای کسب حمایت گریجوی‌ها به پیش پدرش می‌فرستد و همچنین مادرش، کتلین استارک را به پیش رنلی براتیون. سرسی لنیستر پیشنهاد راب را قبول نمی‌کند. تیریون جانوس اسلینت را به دیوار تبعید می‌کند و بران را به عنوان فرمانده نگهبانان تعیین می‌کند.
همزمان با ورود کتلین به کمپ رنلی، برین از تارث به نگهبانان رنلی ملحق می‌شود. کتلین و برین شاهد قتل رنلی توسط جادوی سیاه می‌شوند که توسط بانوی سرخ فرستاده شده. کتلین و برین کمپ را ترک کرده و به پیش راب می‌روند و یاران رنلی نیز به استنیس می‌پیوندند. تئون به استارک‌ها خیانت می‌کند و با پدرش متحد می‌شود و وینترفل را فتح می‌کند. راب این خبر را می‌شنود و نیروهایی برای بازپس‌گیری وینترفل می‌فرستند. برن و ریکون استارک موفق می‌شوند از وینترفل فرار کنند.
راب متوجه می‌شود که مادرش بدون این که به او بگوید، جیمی لنیستر را آزاد کرده و به همراه برین فرستاده تا لنیسترها در ازای او، آریا و سانسا را آزاد کنند. همچنین راب عاشق تالیسا می‌شود. یارا گریجوی به وینترفل می‌رود تا تئون را بازگرداند.
تایوین لنیستر هرنهال را ترک می‌کند و این امر موجب می‌شود تا آریا به همراه گندری و هات‌پای بتوانند فرار کنند. در پایتخت، سرسی سعی می‌کند با دزدیدن رز از تیریون اخاذی کند. او به اشتباه فکر می‌کند رز معشوقهٔ تیریون است. در نبرد بلک‌واتر، تیریون بیشتر نیروهای استنیس را به وسیله وایلدفایر منهدم می‌کند. نیروهای استنیس به قلعه می‌رسند. تیریون نیروهای خود را از راهی مخفی از قلعه خارج می‌کند به صورتی که از پشت سر به نیروهای استنیس حمله‌ور می‌شوند. با رسیدن تایوین لنیستر، استنیس به صورت کامل شکست می‌خورد.
| شم. کلی | شم. در فصل | عنوان                     | کارگردان      | نویسنده                    | تاریخ انتشار اصلی | ایالات متحدهٔ آمریکا تعداد بیننده (میلیون) |
| ------- | ---------- | ------------------------- | ------------- | -------------------------- | ----------------- | ----------------------------------------- |
| ۱۱      | ۱          | «شمال به خاطر می‌سپارد»    | آلن تیلور     | دیوید بنیاف و دی. بی. وایس | ۱ آوریل ۲۰۱۲      | ۳٫۸۶                                      |
| ۱۲      | ۲          | «سرزمین‌های شب»            | آلن تیلور     | دیوید بنیاف و دی.بی. وایس  | ۸ آوریل ۲۰۱۲      | ۳٫۷۶                                      |
| ۱۳      | ۳          | «آن‌که مرده، هرگز نمی‌میرد» | آلیک ساخارف   | بریان کاگمن                | ۱۵ آوریل ۲۰۱۲     | ۳٫۷۷                                      |
| ۱۴      | ۴          | «باغ استخوان‌ها»           | دیوید پترارکا | ونسا تیلور                 | ۲۲ آوریل ۲۰۱۲     | ۳٫۶۵                                      |
| ۱۵      | ۵          | «شبح هرنهال»              | دیوید پترارکا | دیوید بنیاف و دی.بی. وایس  | ۲۹ آوریل ۲۰۱۲     | ۳٫۹۰                                      |
| ۱۶      | ۶          | «ایزدان کهن و نو»         | دیوید ناتر    | ونسا تیلور                 | ۶ مه ۲۰۱۲         | ۳٫۸۸                                      |
| ۱۷      | ۷          | «مردی عاری از شرافت»      | دیوید نوتر    | دیوید بنیاف و دی.بی. وایس  | ۱۳ مه ۲۰۱۲        | ۳٫۶۹                                      |
| ۱۸      | ۸          | «شاهزاده وینترفل»         | آلن تیلور     | دیوید بنیاف و دی.بی. وایس  | ۲۰ مه ۲۰۱۲        | ۳٫۸۶                                      |
| ۱۹      | ۹          | «بلک‌واتر»                 | نیل مارشال    | جرج آر. آر. مارتین         | ۲۷ مه ۲۰۱۲        | ۳٫۳۸                                      |
| ۲۰      | ۱۰         | «والار مورگولیس»          | آلن تیلور     | دیوید بنیاف و دی.بی. وایس  | ۳ ژوئن ۲۰۱۲       | ۴٫۲۰                                      |

### فصل ۳ (۲۰۱۳)
تمرکز فصل سوم بیشتر بر روی لنیسترها در سرزمین پادشاهی است. پس از شکست دادن استنیس براتیون در نبرد بلک‌واتر، آن‌ها جایگاه خود را در تخت آهنین محکم و استوار نگه داشته‌اند. آن‌ها توسط هم‌پیمان جدید خود یعنی خاندان تایرل، که قدرتمند و با تدبیر هستند، در معرض خطر قرار گرفتند. تیریون لنیستر با ازدست دادن مقام مشاور پادشاهی‌اش، احساس می‌کند که پدرش ارزشی برای خدمتی که او برای خانواده به عنوان مشاور انجام داده قائل نیست. در همین حال، جیمی لنیستر تلاش خود را برای بازگشت به خانه ادامه می‌دهد و به اسارت خود با همسفرش، برین از تارث عادت می‌کند.
استارک‌ها خودشان را در حال شکست در جنگ می‌بینند. آن‌ها پشتیبانی لرد والدر فری را بعد از این که راب استارک عهد خود با ازدواج با تالیسا ماگیر شکست، از دست دادند، و بسیاری از اعضای ارتش راب در حال از دست دادن وفاداری خود نسبت به او می‌باشند. رابطهٔ او با مادرش نیز پس از آزاد کردن جیمی لنیستر سرد شده، گرچه خبر مرگ پدر مادرش و پسران کوچک استارک آن‌ها را دوباره به هم نزدیک کرد. در واقع، برن و ریکون استارک زنده‌اند و سفر خود را به شمال با هم پیمانان جدید خود از رید، ادامه می‌دهند. تئون گریجوی بود که مرگ پسران استارک را صحنه‌سازی کرده بود و الان طبق دستور افراد ناشناس زیر شکنجه فیزیکی قرار گرفته‌است. با این وجود پسری مرموز ادعا می‌کند که توسط خواهرش فرستاده شده تا او را فراری دهد. آریا استارک، در سفرش به خانه با هم‌سفرانش یعنی گندری و هات پای گرفتار برادران بدون پرچم و سندور کلگین می‌شود. سانسا استارک در سرزمین پادشاهی و زندانی لنیستر باقی می‌ماند، اما او اکنون از طرف بیلیش فریبکار و تایرل‌ها پیشنهاد کمک دریافت کرده.
در دراگون استون، استنیس براتیون بعد از شکست خوردن در نبرد بلک‌واتر سرخورده شده‌است. مشاور او سر داووس بعد از تلاش برای کشتن ملیساندر، که هنوز به خدای خود، ارباب روشنایی، که به استنیس برای رسیدن به قدرت کمک خواهد کرد ایمان دارد، زندانی شده.
آنسوی دیوار، جان اسنو به صورت مخفی به ارتش وحشی‌های منس ریدر ملحق شده. عهدهای او بیشتر از همیشه با در رابطه بودن با ایگریت، یکی از وحشی‌ها محک زده می‌شوند چون او متوجه می‌شود که بین او و نگهبانان شب باید یکی را انتخاب کند. گروهی از نگهبانان شب که توسط وایت واکرها مورد حمله قرار گرفته‌اند در حال بازگشت به دیوار هستند. با این وجود بسیاری از جنگجوها پیمانشان را با درمعرض خطر قرار دادن جان لرد فرمانده و سمول تارلی زیر سؤال می‌برند.
در طرف دیگر دریای باریک در آستاپور، دنریس تارگرین ماجرای خود را برای تصرف هفت اقلیم ادامه می‌دهد. او یار جدیدی در اعضا محافظان پادشاه قبلی به نام باریستن سلمی دارد و همچنان توسط جورا مورمونت مشاوره داده می‌شود. او در فکر خریدن ارتشی به نام آنسالیدهاست. آن‌ها توسط ارباب بی‌رحمی که یک مترجم جوان به نام میسانده دارد کنترل می‌شوند.
| شم. کلی | شم. در فصل | عنوان                          | کارگردان      | نویسنده                    | تاریخ انتشار اصلی | ایالات متحدهٔ آمریکا تعداد بیننده (میلیون) |
| ------- | ---------- | ------------------------------ | ------------- | -------------------------- | ----------------- | ----------------------------------------- |
| ۲۱      | ۱          | «والار دوهاریس»                | دانیل میناهان | دیوید بنیاف و دی. بی. وایس | ۳۱ مارس ۲۰۱۳      | ۴٫۳۷                                      |
| ۲۲      | ۲          | «بال‌های تیره، سخنان تیره»      | دانیل میناهان | ونسا تیلور                 | ۷ آوریل ۲۰۱۳      | ۴٫۲۷                                      |
| ۲۳      | ۳          | «قدمگاه مجازات»                | دیوید بنیاف   | دیوید بنیاف و دی.بی. وایس  | ۱۴ آوریل ۲۰۱۳     | ۴٫۷۲                                      |
| ۲۴      | ۴          | «و اینک نگهبانی او پایان یافت» | الکس گریوز    | دیوید بنیاف و دی.بی. وایس  | ۲۱ آوریل ۲۰۱۳     | ۴٫۸۷                                      |
| ۲۵      | ۵          | «بوسیدهٔ آتش»                   | الکس گریوز    | بریان کاگمن                | ۲۸ آوریل ۲۰۱۳     | ۵٫۳۵                                      |
| ۲۶      | ۶          | «صعود»                         | آلیک ساخارف   | دیوید بنیاف و دی.بی. وایس  | ۵ مه ۲۰۱۳         | ۵٫۵۰                                      |
| ۲۷      | ۷          | «خرس و دوشیزه رعنا»            | میشل مک‌لارن   | جرج آر. آر. مارتین         | ۱۲ مه ۲۰۱۳        | ۴٫۸۴                                      |
| ۲۸      | ۸          | «پسران دوم»                    | میشل مک‌لارن   | دیوید بنیاف و دی.بی. وایس  | ۱۹ مه ۲۰۱۳        | ۵٫۱۳                                      |
| ۲۹      | ۹          | «باران کستمیر»                 | دیوید ناتر    | دیوید بنیاف و دی.بی. وایس  | ۲ ژوئن ۲۰۱۳       | ۵٫۲۲                                      |
| ۳۰      | ۱۰         | «میسا»                         | دیوید ناتر    | دیوید بنیاف و دی.بی. وایس  | ۹ ژوئن ۲۰۱۳       | ۵٫۳۹                                      |

### فصل ۴ (۲۰۱۴)
مهمانان ویژه برای شرکت در عروسی جافری براتیون و مارجری تایرل به سرزمین پادشاهی می‌رسند، از جمله اوبرین مارتل که به دنبال گرفتن انتقام خواهرش است. جافری در عروسی توسط مادربزرگ مارجری مسموم می‌شود و می‌میرد؛ ولی سرسی برادرش تیریون را مسئول مرگ جافری می‌داند. تیریون سعی می‌کند از این اتهامات رهایی پیدا کند ولی هم خواهرش و هم پدرش به دنبال اعدام او هستند و تمام دوستانش او را ترک می‌کنند.
سانسا به کمک پیتر بیلیش از سرزمین پادشاهی فرار می‌کند و به پیش خاله‌اش، لایسا آرین می‌رود. آریا هم به همراه سندور کلیگان (هاوند) به سمت آیری می‌رود. سندور امیدوار است با تحویل دادن آریا به خاله‌اش پاداش خوبی بگیرد. در همین حال برن به همراه ریدز و هودور به سمت شمال می‌رود تا کلاغ سه‌چشم را پیدا کند.
در دیوار جان اسنو به فرماندهانش هشدار می‌دهد که منس رایدر در حال تدارک لشکری برای حمله به دیوار است. وحشی‌های شمال به فرماندهی تورموند و ایگریت به دیوار حمله می‌کنند.
در جای دیگر، سر داووس در حال بازیابی لشکر شکست‌خورده استنیس است تا به دیوار بروند. روس بولتون لقب «اسنو» را از فرزند حرامزاده‌اش به خاطر فتح شمال می‌گیرد.
در آنسوی دریای باریک، دنریس به آزادسازی شهرها ادامه می‌دهد. بعد از آزادسازی میرین او تصمیم می‌گیرد مدتی در آنجا بماند که در این زمان مشکلات مختلفی برای وی پیش می‌آید.
| شم. کلی | شم. در فصل | عنوان                    | کارگردان     | نویسنده                   | تاریخ انتشار اصلی | ایالات متحدهٔ آمریکا تعداد بیننده (میلیون) |
| ------- | ---------- | ------------------------ | ------------ | ------------------------- | ----------------- | ----------------------------------------- |
| ۳۱      | ۱          | «دو شمشیر»               | دی. بی. وایس | دیوید بنیاف و دی.بی. وایس | ۶ آوریل ۲۰۱۴      | ۶٫۶۴                                      |
| ۳۲      | ۲          | «شیر و گل سرخ»           | الکس گریوز   | جرج آر. آر. مارتین        | ۱۳ آوریل ۲۰۱۴     | ۶٫۳۱                                      |
| ۳۳      | ۳          | «زنجیرشکن»               | الکس گریوز   | دیوید بنیاف و دی.بی. وایس | ۲۰ آوریل ۲۰۱۴     | ۶٫۵۹                                      |
| ۳۴      | ۴          | «درست‌پیمان»              | میشل مک‌لارن  | بریان کاگمن               | ۲۷ آوریل ۲۰۱۴     | ۶٫۹۵                                      |
| ۳۵      | ۵          | «اول در نامش»            | میشل مک‌لارن  | دیوید بنیاف و دی.بی. وایس | ۴ مه ۲۰۱۴         | ۷٫۱۶                                      |
| ۳۶      | ۶          | «قوانین خدایان و آدمیان» | آلیک ساخارف  | بریان کاگمن               | ۱۱ مه ۲۰۱۴        | ۶٫۴۰                                      |
| ۳۷      | ۷          | «مرغ مقلد»               | آلیک ساخارف  | دیوید بنیاف و دی.بی. وایس | ۱۸ مه ۲۰۱۴        | ۷٫۲۰                                      |
| ۳۸      | ۸          | «کوه و افعی»             | الکس گریوز   | دیوید بنیاف و دی.بی. وایس | ۱ ژوئن ۲۰۱۴       | ۷٫۱۷                                      |
| ۳۹      | ۹          | «نگهبانان دیوار»         | نیل مارشال   | دیوید بنیاف و دی.بی. وایس | ۸ ژوئن ۲۰۱۴       | ۶٫۹۵                                      |
| ۴۰      | ۱۰         | «فرزندان»                | الکس گریوز   | دیوید بنیاف و دی.بی. وایس | ۱۵ ژوئن ۲۰۱۴      | ۷٫۰۹                                      |

### فصل ۵ (۲۰۱۵)
| شم. کلی | شم. در فصل | عنوان                   | کارگردان      | نویسنده                    | تاریخ انتشار اصلی | ایالات متحدهٔ آمریکا تعداد بیننده (میلیون) |
| ------- | ---------- | ----------------------- | ------------- | -------------------------- | ----------------- | ----------------------------------------- |
| ۴۱      | ۱          | «جنگ‌های پیش رو»         | مایکل اسلوویس | دیوید بنیاف و دی. بی. وایس | ۱۲ آوریل ۲۰۱۵     | ۸٫۰۰                                      |
| ۴۲      | ۲          | «سرای سپید و سیاه»      | مایکل اسلوویس | دیوید بنیاف و دی.بی. وایس  | ۱۹ آوریل ۲۰۱۵     | ۶٫۸۱                                      |
| ۴۳      | ۳          | «های اسپارو»            | مارک مایلود   | دیوید بنیاف و دی.بی. وایس  | ۲۶ آوریل ۲۰۱۵     | ۶٫۷۱                                      |
| ۴۴      | ۴          | «پسران هارپی»           | مارک مایلود   | دیو هیل                    | ۳ مه ۲۰۱۵         | ۶٫۸۲                                      |
| ۴۵      | ۵          | «پسرک را بکش»           | جرمی پودسوا   | بریان کاگمن                | ۱۰ مه ۲۰۱۵        | ۶٫۵۶                                      |
| ۴۶      | ۶          | «بی‌کرنش، بی‌خمش، بی‌شکست» | جرمی پودسوا   | بریان کاگمن                | ۱۷ مه ۲۰۱۵        | ۶٫۲۴                                      |
| ۴۷      | ۷          | «هدیه»                  | میگل سپاچنیک  | دیوید بنیاف و دی.بی. وایس  | ۲۴ مه ۲۰۱۵        | ۵٫۴۰                                      |
| ۴۸      | ۸          | «هاردهوم»               | میگل سپاچنیک  | دیوید بنیاف و دی.بی. وایس  | ۳۱ مه ۲۰۱۵        | ۷٫۰۱                                      |
| ۴۹      | ۹          | «رقص اژدهایان»          | دیوید ناتر    | دیوید بنیاف و دی.بی. وایس  | ۷ ژوئن ۲۰۱۵       | ۷٫۱۴                                      |
| ۵۰      | ۱۰         | «آمرزگاری مادر»         | دیوید ناتر    | دیوید بنیاف و دی.بی. وایس  | ۱۴ ژوئن ۲۰۱۵      | ۸٫۱۱                                      |

### فصل ۶ (۲۰۱۶)
| شم. کلی | شم. در فصل | عنوان             | کارگردان      | نویسنده                    | تاریخ انتشار اصلی | ایالات متحدهٔ آمریکا تعداد بیننده (میلیون) |
| ------- | ---------- | ----------------- | ------------- | -------------------------- | ----------------- | ----------------------------------------- |
| ۵۱      | ۱          | «زن سرخ»          | جرمی پودسوا   | دیوید بنیاف و دی. بی. وایس | ۲۴ آوریل ۲۰۱۶     | ۷٫۹۴                                      |
| ۵۲      | ۲          | «خانه»            | جرمی پودسوا   | دیو هیل                    | ۱ مه ۲۰۱۶         | ۷٫۲۹                                      |
| ۵۳      | ۳          | «پیمان‌شکن»        | دانیل سَـکهایم | دیوید بنیاف و دی.بی. وایس  | ۸ مه ۲۰۱۶         | ۷٫۲۸                                      |
| ۵۴      | ۴          | «سِـفْر بیگانه»     | دانیل سَـکهایم | دیوید بنیاف و دی.بی. وایس  | ۱۵ مه ۲۰۱۶        | ۷٫۸۲                                      |
| ۵۵      | ۵          | «در»              | جک بندر       | دیوید بنیاف و دی.بی. وایس  | ۲۲ مه ۲۰۱۶        | ۷٫۸۹                                      |
| ۵۶      | ۶          | «هم‌خون من»        | جک بندر       | بریان کاگمن                | ۲۹ مه ۲۰۱۶        | ۶٫۷۱                                      |
| ۵۷      | ۷          | «مرد شکسته»       | مارک مایلود   | بریان کاگمن                | ۵ ژوئن ۲۰۱۶       | ۷٫۸۰                                      |
| ۵۸      | ۸          | «هیچ‌کس»           | مارک مایلود   | دیوید بنیاف و دی.بی. وایس  | ۱۲ ژوئن ۲۰۱۶      | ۷٫۶۰                                      |
| ۵۹      | ۹          | «نبرد حرامزادگان» | میگل سپاچنیک  | دیوید بنیاف و دی.بی. وایس  | ۱۹ ژوئن ۲۰۱۶      | ۷٫۶۶                                      |
| ۶۰      | ۱۰         | «بادهای زمستان»   | میگل سپاچنیک  | دیوید بنیاف و دی.بی. وایس  | ۲۶ ژوئن ۲۰۱۶      | ۸٫۸۹                                      |

### فصل ۷ (۲۰۱۷)
| شم. کلی | شم. در فصل | عنوان         | کارگردان    | نویسنده                    | تاریخ انتشار اصلی | ایالات متحدهٔ آمریکا تعداد بیننده (میلیون) |
| ------- | ---------- | ------------- | ----------- | -------------------------- | ----------------- | ----------------------------------------- |
| ۶۱      | ۱          | «درگن‌استون»   | جرمی پودسوا | دیوید بنیاف و دی. بی. وایس | ۱۶ ژوئیه ۲۰۱۷     | ۱۰٫۱۱                                     |
| ۶۲      | ۲          | «طوفان‌زاد»    | مارک مایلود | بریان کاگمن                | ۲۳ ژوئیه ۲۰۱۷     | ۹٫۲۷                                      |
| ۶۳      | ۳          | «عدالت ملکه»  | مارک مایلود | دیوید بنیاف و دی.بی. وایس  | ۳۰ ژوئیه ۲۰۱۷     | ۹٫۲۵                                      |
| ۶۴      | ۴          | «غنائم جنگی»  | مت شکمن     | دیوید بنیاف و دی.بی. وایس  | ۶ اوت ۲۰۱۷        | ۱۰٫۱۷                                     |
| ۶۵      | ۵          | «ایست‌واچ»     | مت شکمن     | دیو هیل                    | ۱۳ اوت ۲۰۱۷       | ۱۰٫۷۲                                     |
| ۶۶      | ۶          | «آنسوی دیوار» | آلن تیلور   | دیوید بنیاف و دی.بی. وایس  | ۲۰ اوت ۲۰۱۷       | ۱۰٫۲۴                                     |
| ۶۷      | ۷          | «اژدها و گرگ» | جرمی پودسوا | دیوید بنیاف و دی.بی. وایس  | ۲۷ اوت ۲۰۱۷       | ۱۲٫۰۷                                     |

### فصل ۸ (۲۰۱۹)
| شم. کلی | شم. در فصل | عنوان                | کارگردان                  | نویسنده                    | تاریخ انتشار اصلی | ایالات متحدهٔ آمریکا تعداد بیننده (میلیون) |
| ------- | ---------- | -------------------- | ------------------------- | -------------------------- | ----------------- | ----------------------------------------- |
| ۶۸      | ۱          | «وینترفل»            | دیوید ناتر                | دیو هیل                    | ۱۴ آوریل ۲۰۱۹     | ۱۱٫۷۶                                     |
| ۶۹      | ۲          | «شوالیه هفت پادشاهی» | دیوید ناتر                | بریان کاگمن                | ۲۱ آوریل ۲۰۱۹     | ۱۰٫۲۹                                     |
| ۷۰      | ۳          | «شب دراز»            | میگل سپاچنیک              | دیوید بنیاف و دی. بی. وایس | ۲۸ آوریل ۲۰۱۹     | ۱۲٫۰۲                                     |
| ۷۱      | ۴          | «آخرین استارک‌ها»     | دیوید ناتر                | دیوید بنیاف و دی.بی. وایس  | ۵ مه ۲۰۱۹         | ۱۱٫۸۰                                     |
| ۷۲      | ۵          | «ناقوس‌ها»            | میگل سپاچنیک              | دیوید بنیاف و دی.بی. وایس  | ۱۲ مه ۲۰۱۹        | ۱۲٫۴۸                                     |
| ۷۳      | ۶          | «تخت آهنین»          | دیوید بنیاف و دی.بی. وایس | دیوید بنیاف و دی.بی. وایس  | ۱۹ مه ۲۰۱۹        | ۱۳٫۶۰                                     |